# Anarpia
Anarpia és un gènere d'arnes de la família Crambidae.

## Taxonomia
- Anarpia incertalis (Duponchel, 1832)
- Anarpia iranella (Zerny, 1939)